# Битка за Рогатицу (1992)
Битка за Рогатицу водила се између снага Војске Републике Српске (ВРС) и Армије Републике Босне и Херцеговине (АРБиХ) за контролу над градом и општином Рогатица, од 22. до 29. маја 1992. године. То је на крају резултирало српском победом и ослобођењем града.

## Позадина
Смештена је у котлини дуж леве и десне обале ријеке Ракитнице и лежи на надморској висини од 525 метара. Њену котлину са сјеверозапада затвара брдо Луњ, а са истока и југоистока брда Црвен, Тмор и Засада. Рогатица је средиште слива ријеке Ракитнице, а у ширем смислу и средњег тока ријеке Праче.
Овај крај је претежно средњопланински. Од читаве површине рогатичке општине, која заузима 66.437 хектара, 20% земљишта отпада на висину од 500 м, док је 80% планинско земљиште са висином између 800 и 1.900 м. Планине су на источној, југозападној и сјеверној страни, а међу њима су највеће Деветак 1.417 м, Сјемећ, Тмор, Бокшаница 1.254 м и др.
Средња годишња температура је 11 °C. Максимална температура у месецу јулу достиже 35 °C, а минимална у јануару до -28 °C. Годишња количина падавина креће се од 700 до 800 мм у самом мјесту, док на суседним планинама достиже и до 1.500 мм.
Суседне општине Рогатици су: Рудо, Вишеград, Сребреница, Власеница, Ново Горажде, Горажде, Хан Пијесак, Соколац и Пале.

## Битка
Да би ВРС ојачала комуникацију Херцеговачког и Сарајевско-романијски корпуса морали су заузети Рогатицу, град који су српски цивили морали да напусте марта 1992. због присуства ТОБиХ у граду.
ВРС је почела гранатирати град и околна села 22. маја 1992. године. Током маја, јуна и јула, ВРС снаге су кренуле да преузму контролу над руралним деловима општине Рогатице, заузевши већи део подручја између Рогатице и Жепе коју држе муслимани, односно села Шетиће, Берковиће, Шаторовиће, Округло, Крамер Село итд. Снаге АРБиХ, међутим су и даље су држале саму Рогатицу. 1. подрињска лака пјешадијска бригада, под командом мајора Рајка Кушића, постепено је потискивала муслиманске војнике и цивиле са тог подручја, посебно дуж пута Рогатица-Вишеград, да би до краја јула ВРС била спремна за напад на сам град. Рогатица је пала 2. августа након дводневних борби.
Заузимањем Рогатице 2. августа, ВРС је успоставила бољу комуникацију са Вишеградом, а то је омогућило и бољи спровод будућих операција Прача 93 и Звезда 94.